# Tephrosia ambigua
Tephrosia ambigua är en ärtväxtart som beskrevs av David Nathaniel Friedrich Dietrich. Tephrosia ambigua ingår i släktet Tephrosia och familjen ärtväxter.

## Underarter
Arten delas in i följande underarter:
- T. a. ambigua
- T. a. intermedia